# Pilophoropsis nicholi
Pilophoropsis nicholi är en insektsart som först beskrevs av Knight 1927.  Pilophoropsis nicholi ingår i släktet Pilophoropsis och familjen ängsskinnbaggar. Inga underarter finns listade i Catalogue of Life.